# Moncetz-l'Abbaye
Moncetz-l'Abbaye is een gemeente in het Franse departement Marne (regio Grand Est) en telt 108 inwoners (2009). De plaats maakt deel uit van het arrondissement Vitry-le-François.

## Geografie
De oppervlakte van Moncetz-l'Abbaye bedraagt 6,8 km², de bevolkingsdichtheid is dus 15,9 inwoners per km².
De onderstaande kaart toont de ligging van Moncetz-l'Abbaye met de belangrijkste infrastructuur en aangrenzende gemeenten.

## Demografie
Onderstaande figuur toont het verloop van het inwonertal (bron: INSEE-tellingen).